# Карковский, Богдан Михайлович
Богдан Михайлович Карковский (укр. Богдан Михайлович Карковський; 29 января 1988, Львовская область, СССР) — украинский футболист, защитник

## Биография
Воспитанник СДЮШОР №4 города Львова. Карьеру начинал в команде «Рава» из города Рава-Русская Львовской области, выступал за неё в Детско-юношеской футбольной лиге Украины. Незадолго до расформирования клуба подписал контракт с луцкой «Волынью», в которой выступал до 2012 года. Дебютировал в высшей лиге Украины 5 марта 2011 года в игре с «Зарёй» из Луганска.
В 2012 году был отзаявлен из команды из-за получения серьёзной травмы. В 2014 году был вновь заявлен за «Волынь» под 44 номером. В июне 2014 года контракт Богдана с «Волынью» был разорван. В августе 2014 года подписал контракт с «Буковиной», однако вскоре перешёл в польский клуб «Пяст» из города Тучапы.